# Agrotis amartia
Agrotis amartia là một loài bướm đêm trong họ Noctuidae.